# 莫西納

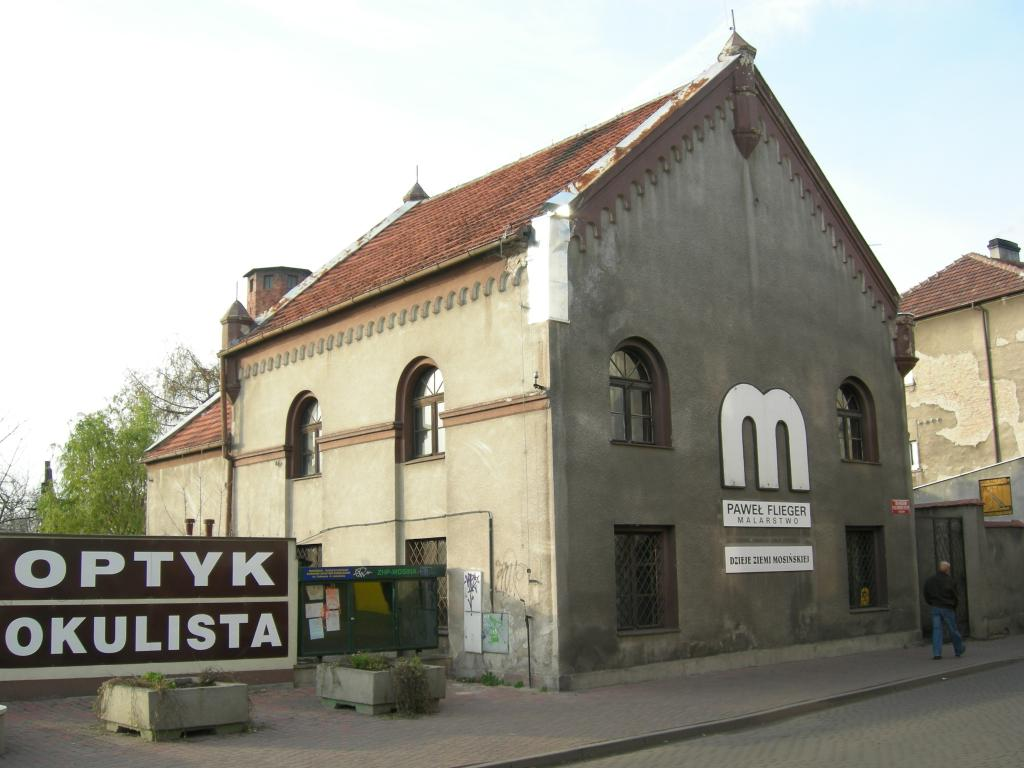

莫西納是波蘭的城鎮，位於該國西部，距離首府波茲南約20公里，由大波蘭省負責管轄，面積13.58平方公里，2006年人口12,150。第二次世界大戰期間，納粹德國在1939年9月9日至1944年1月25日期間佔領該鎮。

## 外部連結
- Official town webpage （页面存档备份，存于）

52°14′48″N 16°50′42″E / 52.24667°N 16.84500°E